# Прилавок

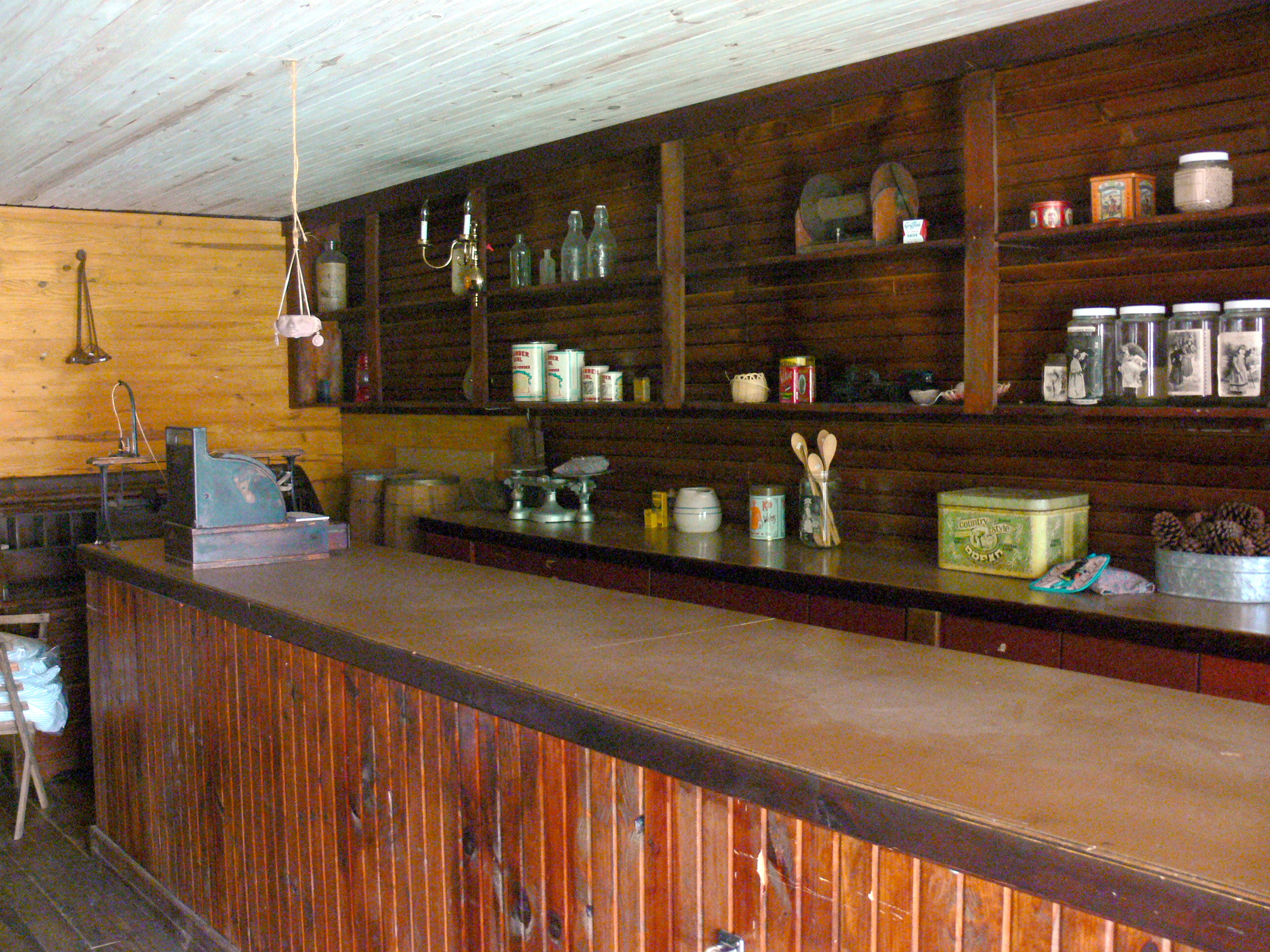
Прилавок в Оклахоме

Прила́вок — предмет торгового оборудования, закрытая спереди (со стороны покупателей) тумба, обычно расположенная вдоль стены магазина с проходом для продавцов позади. 
В другом источнике указано что Прила́вок (м.) прила́вочек, рыночный, стол, прямой или косой помост, иногда разборный, полок, рундук, на коем раскладывают товар; в лавках, залавок, долгий стол, иногда глаголем, отделяющий купца от покупателей, забранный спереди, и с полками или со шкафами и с ящиками позади, и что ранее на Руси (в России) прилавок, стол с ящиком, сундук в лавке, где хранятся деньги эти назывался Вы́ручка. Иногда переднюю часть прилавка застекляют, придавая ему также функции витрины.
От прилавка образовано устойчивое словосочетание для обозначения продавцов — «работник прилавка».
В современных магазинах прилавки используются для размещения кассы и заворачивания купленного товара и представляют собой изготовленные на заказ тумбы двойной высоты — внешняя часть имеет высоту не менее 105 сантиметров, а внутренняя имеет стандартную высоту (91 сантиметр). На внешней стороне часто размещаются невысокие и неглубокие полки, куда покупатели могут ставить свои сумки. Увеличенная высота служит для защиты ящиков и кассового аппарата, но для обслуживания инвалидов часть внешней стороны прилавка также делается пониженной высоты.